# Barberetta aurea
Barberetta aurea Harv. – gatunek rośliny z monotypowego rodzaju Barberetta Harv. z rodziny hemodorowatych. Występuje endemicznie w Południowej Afryce. 
Nazwa naukowa rodzaju została nadana na cześć F. H. Barber, jednej z odkrywczyń tych roślin. Epitet gatunkowy po łacinie oznacza złota.

## Morfologia
PokrójWieloletnie rośliny zielne, o wysokości około 20 cm.
PędyPęd podziemny kłączasty do bulwocebulowatego.
LiścieLancetowate, nagie, fałdowane.
KwiatyZebrane w proste grono. Przysadki pochwiaste. Okwiat promienisty. Listki okwiatu pomarańczowe, wydatne, nachodzące na siebie, rozpostarte, ostrokończyste, podługowate. Trzy pręciki wolne. Nitki pręcików szydłowate, wąsko oskrzydlone. Zalążnia górna, kulistawo-spłaszczona, funkcjonalnie jednokomorowa, naga, jednozalążkowa. Szyjka słupka nitkowata, odgięta. Kwiaty zapylane są przez bzygowate.
OwoceNaga, nieregularnie pękająca torebka. Nasiona jajowate, nagie.

## Systematyka
Pozycja systematycznaRodzaj z monotypowego rodzaju Barberetta z podrodziny Haemodoroideae w rodzinie hemodorowatych (Haemodoraceae) w rzędzie komelinowców (Commelinales).

## Znaczenie użytkowe
Uprawiana jako roślina ozdobna.